# Арону Матіс
Арону Матіс — (12 березня 1858 — 25 квітня 1939) — латиський критик, журналіст, бібліограф.
У журналі «Austrums» («Схід», 1900, № 12) опублікував статтю «Тарас Грригорович Шевченко», що є першим біографічним нарисом про Шевченка в латиській літературі.